# Kazushi Sugita

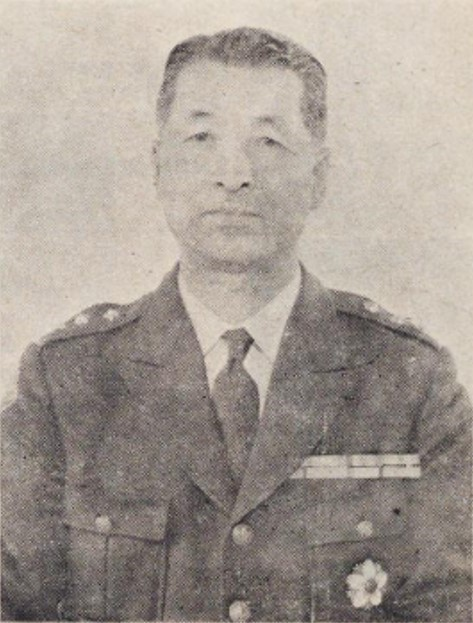
Sugita als Stabschef der Japanischen Bodenselbstverteidigungsstreitkräfte (1961)

Kazushi Sugita (jp. 杉田一次; * 31. März 1904; † 12. April 1993)  war ein Oberst und späterer General der Kaiserlichen Japanischen Armee bzw. der Japanischen Selbstverteidigungsstreitkräfte. Er war einer der Hauptakteure bei der Schlacht um Singapur im Februar 1942.

## Militärische Karriere
Aufgrund seiner Erfahrung als Militärattaché an der Japanischen Botschaft in den Vereinigten Staaten um 1936 war Sugita gegen einen Krieg gegen die Vereinigten Staaten, konnte sich jedoch kein Gehör bei der japanischen Generalität verschaffen. Er nahm an der Japanischen Invasion der Malaiischen Halbinsel in Funktion eines Nachrichtenoffiziers des Generalstabs der 25. Armee teil. Im Zuge der Kapitulationsverhandlungen am 15. Februar 1942 diente er General Tomoyuki Yamashita als Dolmetscher für Englisch und verfasste mit dem britischen Generalleutnant Arthur Percival die Kapitulationsurkunde von Singapur.
Ab 1942 wurde er im Zuge der Schlacht um Guadalcanal vom Großen Hauptquartier zur Unterstützung der 2. Division an die Front kommandiert. Mit der Aushebung der 8. Regionalarmee wurde er nach Rabaul versetzt. Er erstattete dem Generalstab Bericht, dass die japanische Stellung auf Guadalcanal unhaltbar sei. Obwohl er als „pessimistischer Stabsoffizier“ angesehen wurde, wurde der Rückzug der Truppen befohlen. Sugita erstellte einen Abmarschplan in Vertretung aufgrund eines Dengue-Fiebers abwesenden Generals Kumao Imoto, aber als vorgesetzter Offizier allgemein für die erfolgreiche Evakuierung der japanischen Truppen zwischen dem 14. Januar und dem 7. Februar 1943 (bekannt als Operation Ke) verantwortlich gemacht wird.
Sugita hatte das Gefühl, dass der Generalstab nachrichtendienstlichen Berichten keine Beachtung schenkte und bildete eine informelle Gruppe, die eine neue Strategie ausarbeiten sollte. Während der Schlacht in der Bismarcksee (2.–4. März 1943) war Oberst Sugita im Rahmen des Plans, ein Hauptquartier in Lae einzurichten, mit einem japanischen Konvoi von sechzehn Schiffen an Bord des Zerstörers Tokitsukaze unterwegs, welcher von einem alliierten Luftangriff getroffen wurde. Sugita und andere Überlebende wurden auf den Zerstörer Yukikaze umgeladen und nach Rabaul zurückgebracht.

## Nachkriegszeit
Nach der Kapitulation Japans wurde Sugita sofort nach Japan zurückbeordert und wurde zum Exekutivsekretär von Premierminister Prinz Naruhiko Higashikuni ernannt, der als Verbindungsmann zu Douglas MacArthurs Stabschef, Generalleutnant Richard K. Sutherland, fungierte.
Seine Sichtweise über die Kapitulation wurde in das Buch A Nation Reborn: A Short History of Postwar Japan, herausgegeben von Jun Etō, aufgenommen. Sugita war Mitglied der japanischen Delegation, die am 2. September 1945 an Bord der Missouri die Kapitulationsurkunde unterzeichnete, der zweiten Kapitulationszeremonie, an der er und Generalleutnant Arthur Percival teilnahmen.
Kurz nach dem Krieg besuchte Sugita Singapur als Mitglied eines Ausschusses, der über den Kriegsverbrecherprozess der Sook-Ching-Säuberung vom Februar und März 1942 berichten sollte. Im Juli 1946 wurde er aufgrund der Anschuldigungen von Oberst Cyril Hew Dalrymple Wild, einem britischen Verbindungsoffizier für Kriegsverbrechen, im Sugamo-Gefängnis inhaftiert. Als Oberst Wild am 12. September 1946 auf dem Weg nach Singapur bei einem Flugzeugabsturz ums Leben kam, wurde Sugita freigelassen und anschließend als Zeuge der Staatsanwaltschaft benannt.
Zwischen März 1960 und März 1962 diente er als Stabschef der Japanischen Bodenselbstverteidigungsstreitkräfte im Rang eines Generals. Während einer Reise zu US-Militärstützpunkten am 7. März 1961 besuchte er Fort Myer, Virginia, wo er mit General George H. Decker, dem Stabschef der US Army, zusammentraf.